# Arts liberals

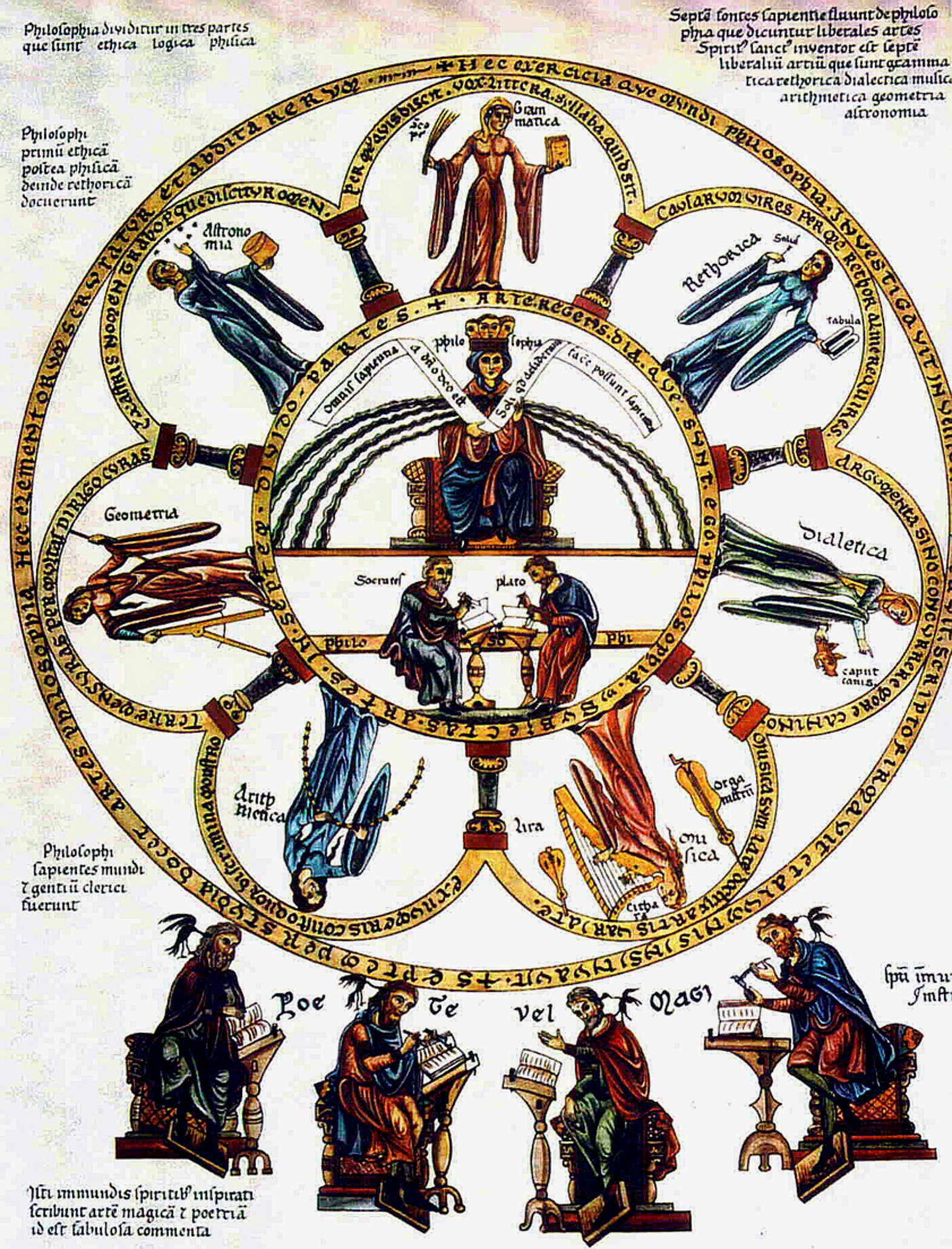
Les set arts liberals. Imatge del.

L'expressió arts liberals fa referència a les arts conreades per "homes lliures" en oposició a les "arts vulgars", aquesta dicotomia és heretada de l'antiguitat clàssica i es manté durant l'edat mitjana, però aleshores s'oposava a les arts mecàniques. El terme arts liberals designava els estudis que tenien com propòsit oferir coneixements generals i destreses intel·lectuals abans que destreses professionals o ocupacionals especialitzades.
Les set arts liberals que s'ensenyaven en l'antiguitat comprenien dos grups d'estudis: el trivium i el quadrivium. Eren aquestes (acompanyades de la seva matèria principal en llatí):
- la gramàtica, lingua "la llengua";
- la dialèctica (lògica), tropus "les figures";
- la retòrica, ratio "la raó";
- l'aritmètica, numerus "els nombres";
- la geometria, angulus "els angles";
- l'astronomia, astra "els astres";
- la música, tonus "els cants".

## Història
Durant l'edat mitjana, les arts liberals conformaven la part central del currículum de les universitats. Alcuí de York, conseller intel·lectual de Carlemany, les va adoptar com base de la reforma escolar portada a terme durant el període anomenat Renaixement carolingi. En les teories educatives medievals el quadrivium seguia el treball preparatori del trivium. Encara que l'esquema de trivium i quadrivium es coneix de vegades com "educació clàssica", es correspon fonamentalment amb un desenvolupament medieval que arriba als segles xii i xiii. L'àmbit i abast de les arts liberals va evolucionar en el temps. Inicialment es referia a l'educació de les elits en els clàssics. Boeci, l'"últim romà, el primer escolàstic", en un intent gairebé desesperat de transmetre als nous amos d'Itàlia la civilització clàssica, roman en el regne dels Ostrogots per a intentar ensenyar-los els rudiments del quadrivium. Del segle vi endavant, el sistema medieval d'estudis acadèmics es correspondrà amb l'esquema doble dels continguts del trivium i quadrivium però amb l'aparició de les Humanitats i de la Ciència en l'època de la Il·lustració, el significat de les "arts liberals" s'estén fins a abastar ambdues. Encara s'exclouen de les arts liberals ocupacions específiques com l'agricultura, els negocis, l'enginyeria, la pedagogia, la medicina o la farmàcia. En l'edat contemporània, el concepte, utilitzat més extensament com professions liberals comprèn l'exercici professional que requereix formació universitària, fonamentalment el Dret i la Medicina.

## El trivium
El trivium, (lat. "tres vies o camins") agrupava les disciplines literàries (relacionades amb l'eloqüència). La màxima llatina Gram. loquitur, Dia. vera docet, Rhet. verba colorat resumeix els continguts i ensenyaments de cadascuna d'elles: 
- Gramàtica, la ciència de l'ús correcte de la llengua, ajuda a parlar;
- Dialèctica (lògica), la ciència del pensament correcte, ajuda a buscar la veritat;
- Retòrica, la ciència de l'expressió, ensenya a "acolorir" les paraules;

## El quadrivium
El quadrivium (lat. "quatre camins"), agrupava les disciplines científiques relacionades amb les matemàtiques. La màxima llatina resava Ar. numerat, Geo ponderat, As. colit astra Mus. canit. Eren aquestes: 
- aritmètica, ensenya a fer nombres;
- geometria, ensenya a calcular;
- astronomia, ensenya a conrear l'estudi dels astres;
- música, ensenya a produir notes.

## Cultura popular
Copsar tot el saber, era impossible, d'aquí que tal pretensió originés l'insult de setciències, definit per l'Enciclopèdia Moderna Catalana de Joseph Fiter (1912) com "Qui de tot vol entendre senser saver (sic)".